# Ennomos effuscaria
Ennomos effuscaria är en fjärilsart som beskrevs av Edward P. Wiltshire 1947. Ennomos effuscaria ingår i släktet Ennomos och familjen mätare. Inga underarter finns listade i Catalogue of Life.